# Tweede Kamerverkiezingen 2023/Kandidatenlijst/DENK
Dit is de kandidatenlijst voor de Tweede Kamerverkiezingen van 2023 van DENK zoals die op 13 oktober 2023 is vastgesteld door de Kiesraad.

## De lijst
- vet: verkozen
- schuin: voorkeurdrempel overschreden

1. Stephan van Baarle, Rotterdam - 161.730 stemmen
2. Doğukan Ergin, Schiedam - 15.428
3. Ismail El Abassi, Utrecht - 20.372
4. Aalâa Alrubey, Heerhugowaard - 5.799
5. Emel Gün, Amsterdam - 3.735
6. Yıldırım Usta, Arnhem - 3.456
7. Nancy Rijssel, Almere - 1.432
8. Abdul Maroof, Dordrecht - 1.992
9. Yaw Mac Intosch, Woerden - 895
10. Mehmet Safranti, Dordrecht - 2.069
11. Can Bayrakci, Tilburg - 1.278
12. Ibrahim Ghazi, Amsterdam - 2.362
13. Selim Özçelik, Venlo - 2.228
14. Ahmet Kaya, Deventer - 2.573
15. Ayşe Konuksever-Tekin, Amsterdam - 1.312
16. Omar Fkihi, Helmond - 691
17. Tahsin Çetinkaya, 's-Gravenhage - 2.561
18. Erdoğan Şahin, Zaandam - 542
19. Cemil Kahramanoğlu, Schiedam - 322
20. Çaner Kaplan, Enschede - 345
21. Emma Manhoef, Amsterdam - 484
22. Celil Tan, Etten-Leur - 352
23. Furkan Kondu, Schiedam - 321
24. Iskender Şimşek, Utrecht - 335
25. Funda Ileri, 's-Gravenhage - 798
26. Hassan Buyatui, Almere - 409
27. Mila van Burik, Utrecht - 203
28. Nizaam Muradin, 's-Gravenhage - 515
29. Ilker Delener, Amsterdam - 207
30. Safa Sodirijo, Rotterdam - 276
31. Aysel Ağirbaş, Rotterdam - 346
32. Ramazan Özcan, Tilburg - 667
33. Juzoef Tangali, Leiden - 541
34. Ramzy Othman, Alkmaar - 865
35. Ahmet Yildirim, Rotterdam - 920
36. Naoufal Akhatab, Rotterdam - 782
37. Mounir Ben Touhami, Schiedam - 838
38. Mustafa Bal, Arnhem - 765
39. Şebnem Pancar, Assendelft - 208
40. Salih Akça, Vlaardingen - 331
41. Şeyda Dokgöz, Schiedam - 364
42. Nur Icar, 's-Gravenhage - 602
43. Sheher Khan, Amsterdam - 938
44. Mahmut Sungur, Utrecht - 1.400
45. Süleyman Koyuncu, Amsterdam - 793
46. Faouzi Achbar, Rotterdam - 1.383

2017 · 2021 · 2023
VVD · D66 · GroenLinks-PvdA · PVV · CDA · SP · Forum voor Democratie · Partij voor de Dieren · ChristenUnie · Volt · JA21 · SGP · DENK · 50PLUS · BBB · BIJ1 · Piratenpartij - De Groenen · BVNL / Groep Van Haga · Nieuw Sociaal Contract · Splinter · Libertaire Partij · LEF - Voor de Nieuwe Generatie · Samen voor Nederland · Nederland met een PLAN · PartijvdSport · Politieke Partij voor Basisinkomen